# Tubicera fresmanni
Tubicera fresmanni är en tvåvingeart som beskrevs av Borgmeier 1924. Tubicera fresmanni ingår i släktet Tubicera och familjen puckelflugor. Inga underarter finns listade i Catalogue of Life.